# گلد بیچ (اورگن)
گلد بیچ  (به انگلیسی: Gold Beach ) شهری در شهرستان کاری ایالت اورگن است و در سرشماری سال ۲۰۱۱ میلادی، ۲٬۲۵۳ نفر جمعیت داشته که نسبت به سال ۲۰۱۰، ۰٫۰۹ درصد رشد جمعیت داشته‌است.